# EGFL7
EGFL7 (англ. EGF like domain multiple 7) – білок, який кодується однойменним геном, розташованим у людей на короткому плечі 9-ї хромосоми. Довжина поліпептидного ланцюга білка становить 273 амінокислот, а молекулярна маса — 29 618.
| 10         |  | 20         |  | 30         |  | 40         |  | 50         |
| ---------- |  | ---------- |  | ---------- |  | ---------- |  | ---------- |
| MRGSQEVLLM |  | WLLVLAVGGT |  | EHAYRPGRRV |  | CAVRAHGDPV |  | SESFVQRVYQ |
| PFLTTCDGHR |  | ACSTYRTIYR |  | TAYRRSPGLA |  | PARPRYACCP |  | GWKRTSGLPG |
| ACGAAICQPP |  | CRNGGSCVQP |  | GRCRCPAGWR |  | GDTCQSDVDE |  | CSARRGGCPQ |
| RCVNTAGSYW |  | CQCWEGHSLS |  | ADGTLCVPKG |  | GPPRVAPNPT |  | GVDSAMKEEV |
| QRLQSRVDLL |  | EEKLQLVLAP |  | LHSLASQALE |  | HGLPDPGSLL |  | VHSFQQLGRI |
| DSLSEQISFL |  | EEQLGSCSCK |  | KDS        |  |            |  |            |

A: Аланін

C: Цистеїн

D: Аспарагінова кислота

E: Глутамінова кислота

F: Фенілаланін

G: Гліцин

H: Гістидин

I: Ізолейцин

K: Лізин

L: Лейцин

M: Метіонін

N: Аспарагін

P: Пролін

Q: Глутамін

R: Аргінін

S: Серин

T: Треонін

V: Валін

W: Триптофан

Кодований геном білок за функцією належить до білків розвитку. 
Задіяний у таких біологічних процесах, як клітинна адгезія, ангіогенез, диференціація клітин. 
Білок має сайт для зв'язування з іоном кальцію. 
Секретований назовні.